# Cephalosorus carpesioides
Cephalosorus carpesioides là một loài thực vật có hoa trong họ Cúc. Loài này được (Turcz.) P.S.Short mô tả khoa học đầu tiên năm 1983.